# Grimma
Grimma este un oraș din Saxonia, situat pe malul stâng al Râului Mulde la 25 km sud-est de Leipzig. Se află lângă Râul Mulde, la o altitudine de 128 m deasupra nivelului mării. Are o suprafață de 218,25 km². Populația este de 28.180 locuitori, determinată în 30 septembrie 2019, prin actualizare statistică[*].